# Luigi Sincero

Kardinalswappen von Luigi Sincero

Luigi Kardinal Sincero (* 26. März 1870 in Trino Vercellese, Italien; † 7. Februar 1936 in Rom) war ein italienischer Geistlicher und Kurienkardinal der römisch-katholischen Kirche.

## Leben
Luigi Sincero studierte in Rom und Turin die Fächer Philosophie und Katholische Theologie und empfing im Jahre 1892 das Sakrament der Priesterweihe. Nach weiterführenden Studien wurde er im 1894 Subregens der Päpstlichen Lombardus-Kollegs in Rom sowie Fakultätsmitglied des Seminars von Vercelli und Kanonikus an der dortigen Kathedrale. Von 1908 bis 1920 wirkte er als Auditor am Gericht der Römischen Rota und war ab 1917 Sekretär der Päpstlichen Kommission für die authentische Auslegung des Codex Iuris Canonici. 1919 wurde er Sekretär des Kardinalskollegiums. Beim Konklave des Jahres 1922 wirkte er ebenfalls als Sekretär.
Im Konsistorium vom 23. Mai 1923 verlieh ihm Papst Pius XI. den roten Hut und ernannte ihn zum Kardinaldiakon mit der Titeldiakonie San Giorgio in Velabro. Am 17. Dezember 1928 stieg Sincero unter Beibehaltung seiner Titeldiakonie zum Kardinalpriester pro hac vice auf. Am 11. Januar 1929 ernannte ihn der Pontifex zum Titularerzbischof von Petra in Palaestina und spendete ihm zwei Tage später selbst die Bischofsweihe; Mitkonsekratoren waren Carlo Cremonesi, Almosenier Seiner Heiligkeit, und Agostino Zampini, Päpstlicher Sakristan.
Kardinal Sincero war von 1926 bis 1936 (Pro-)Sekretär der Kongregation für die orientalischen Kirchen. Er vertrat als Päpstlicher Legat den Papst bei zahlreichen wichtigen Veranstaltungen im Ausland. Am 13. März 1933 wurde er zum Kardinalbischof von Palestrina und am 6. April zum Kardinalprotektor des Zisterzienserordens ernannt. 1934 wurde er Präsident der Päpstlichen Kommission für die Kodifizierung des Orientalischen Kirchenrechts und der Päpstlichen Kommission für die authentische Auslegung des Codex Iuris Canonici. Ab 1935 leitete er die Päpstliche Kommission für die Überarbeitung des Kirchengesetzbuches der Orientalischen Kirchen.
Luigi Sincero starb am 7. Februar 1936 in Rom und wurde auf dem Friedhof seines Heimatortes beigesetzt.